# TOI-755
TOI-755（HD 110113とも呼ばれる）とは、太陽系からの距離が約346.5光年 (106.2 pc) 離れた位置に存在する太陽のような恒星で、ケンタウルス座の方向にある。TOI-755は、G型主系列星（黄色矮星）に分類されている。温度は 5,730 K (5,460 °C) で、質量は太陽と同じ程度である。
| 太陽 | TOI-755   |
| ---- | --------- |
| 太陽 | Exoplanet |

## 惑星系
TOI-755の周囲を公転している2つの太陽系外惑星であるTOI-755 bとTOI-755 cは、2021年に発見された。TOI-755 bの温度は 1,570 K (1,300 °C) を超え、TOI-755 cの温度は 1,260 K (990 °C) となっており、これはこの2つの惑星がホット・ネプチューンであることを示している。
最初はTESSによって公転周期が2.54日で410 ppmのトランジットが観測され、惑星候補としてTOI-755.01（後のTOI-755 b）という名称が与えられた。「TOI」とは、TESS object of interestのことである。その後、高精度視線速度系外惑星探査装置（HARPS）によるドップラー分光法による観測で更に6.75日の信号が検出された。これはTOI-755 cで、トランジットを起こさない惑星とされている。
| 名称 （恒星に近い順） | 質量         | 軌道長半径 （天文単位） | 公転周期 (日)       | 軌道離心率         | 軌道傾斜角 | 半径         |
| --------------------- | ------------ | ----------------------- | ------------------- | ------------------ | ---------- | ------------ |
| b                     | 4.55±0.62 MJ | 0.035±0.001             | 2.541+0.0005 −0.001 | 0.093+0.079 −0.064 | —          | 2.05±0.12 RJ |
| c                     | 10.5±1.2 MJ  | 0.068+0.001 −0.002      | 6.744+0.008 −0.009  | 0.045+0.079 −0.038 | —          | —            |